# Путила (река)
Путила (укр. Путила, Путилка, Путилівка) — река на Украине, протекает по территории Вижницкого района Черновицкой области. Правый приток Черемоша (бассейн Дуная).
Длина реки 42 км, площадь водосборного бассейна — 391 км². Долина V-образная, шириной 100—300 м. Пойма асимметричная, прерывистая, шириной от 40—60 до 100—150 м. Русло умеренно разветвленное, порожистое, со множеством островов. Ширина реки 5—15 м, уклон — 18 метров на километр. Питание смешанное, с преобладанием дождевого, нередко бывают паводки, иногда очень разрушительные. На отдельных участках берега реки укреплены.
Берёт начало на северо-восточных склонах хребта Путиллы, на юго-западе от села Плоская. Течёт сначала с юго-запада на северо-восток и север, а в пределах Верховинско-Путильского низкогорья — преимущественно с юго-востока на северо-запад и север.
Правые притоки: Демен, Лустун, Фошки, Кетлеровка, Бисков. Левые притоки: Рипень, Сторонец, Дихтинец, Мыши. На реке расположен посёлок городского типа Путила.